# Hermannia multiflora
Hermannia multiflora är en malvaväxtart som beskrevs av Nikolaus Joseph von Jacquin. Hermannia multiflora ingår i släktet Hermannia och familjen malvaväxter. Inga underarter finns listade i Catalogue of Life.